# 穴山駅
穴山駅（あなやまえき）は、山梨県韮崎市穴山町にある、東日本旅客鉄道（JR東日本）中央本線の駅である。駅番号はCO 48。標高518 mに位置する。

## 歴史
- 1913年（大正2年）8月1日：鉄道院の中央本線の新駅として開業[3]。旅客および貨物の取り扱いを開始[3]。
- 1918年（大正7年）：駅舎を改築[4]。
- 1949年（昭和24年）6月1日：日本国有鉄道に移管[5]。
- 1960年（昭和35年）6月1日：貨物の取り扱いを廃止[3]。
- 1971年（昭和46年）9月8日：複線化によるホーム移転で、スイッチバック運転を解消。
- 1972年（昭和47年）2月1日：荷物の扱いを廃止[3]。
- 1987年（昭和62年）4月1日：国鉄分割民営化により、東日本旅客鉄道（JR東日本）の駅となる[3][6]。
- 2000年（平成12年）：現駅舎に改築[4]。
- 2014年（平成26年）4月1日：東京近郊区間に編入される[7]。
- 2015年（平成27年）4月1日：名誉駅長を配置[8]。
- 2017年（平成29年）4月1日：ICカード「Suica」の利用が可能となる[9]。

## 駅構造
島式ホーム1面2線を持つ地上駅である。ホームは嵩上げされていない。ホームから長い跨線橋が駅舎へ伸びている。ホームの東京方一部は舗装されておらず砂利が敷かれただけであって山梨県内では珍しい形態である。東京方先端部は下り線側のホームが一部欠け、上り線側よりもやや短い。2007年（平成19年）11月9日から発車メロディーが使用開始された。
1918年（大正7年）に建設された古い木造駅舎があったが、2000年（平成12年）に山小屋風の簡易なものに建て替えとなった。無人駅であり、簡易Suica改札機と乗車駅証明書発行機が設置されている。まれに管理駅の韮崎駅から駅員が派遣されて改札や乗車券取り扱いなどの業務を行うことがある。なお、2015年（平成27年）4月1日より、駅および駅周辺の美化活動を行うボランティアとして、JR東日本OBに名誉駅長を委嘱している。
かつてはスイッチバックの駅であったが、複線化に際して廃止された。ここから日野春駅間には、曲線緩和を含めた複線化新線建設のため、廃止された区間（旧線跡）がある。
4月ごろに穴山さくら祭が行われており、この時期の「ホリデー快速ビューやまなし」も臨時停車していた。

### のりば
| ホーム | 路線     | 方向 | 行先             |
| ------ | -------- | ---- | ---------------- |
| 西側   | 中央本線 | 下り | 上諏訪・塩尻方面 |
| 東側   | 中央本線 | 上り | 甲府・新宿方面   |

※案内上の番線番号は設定されていない。

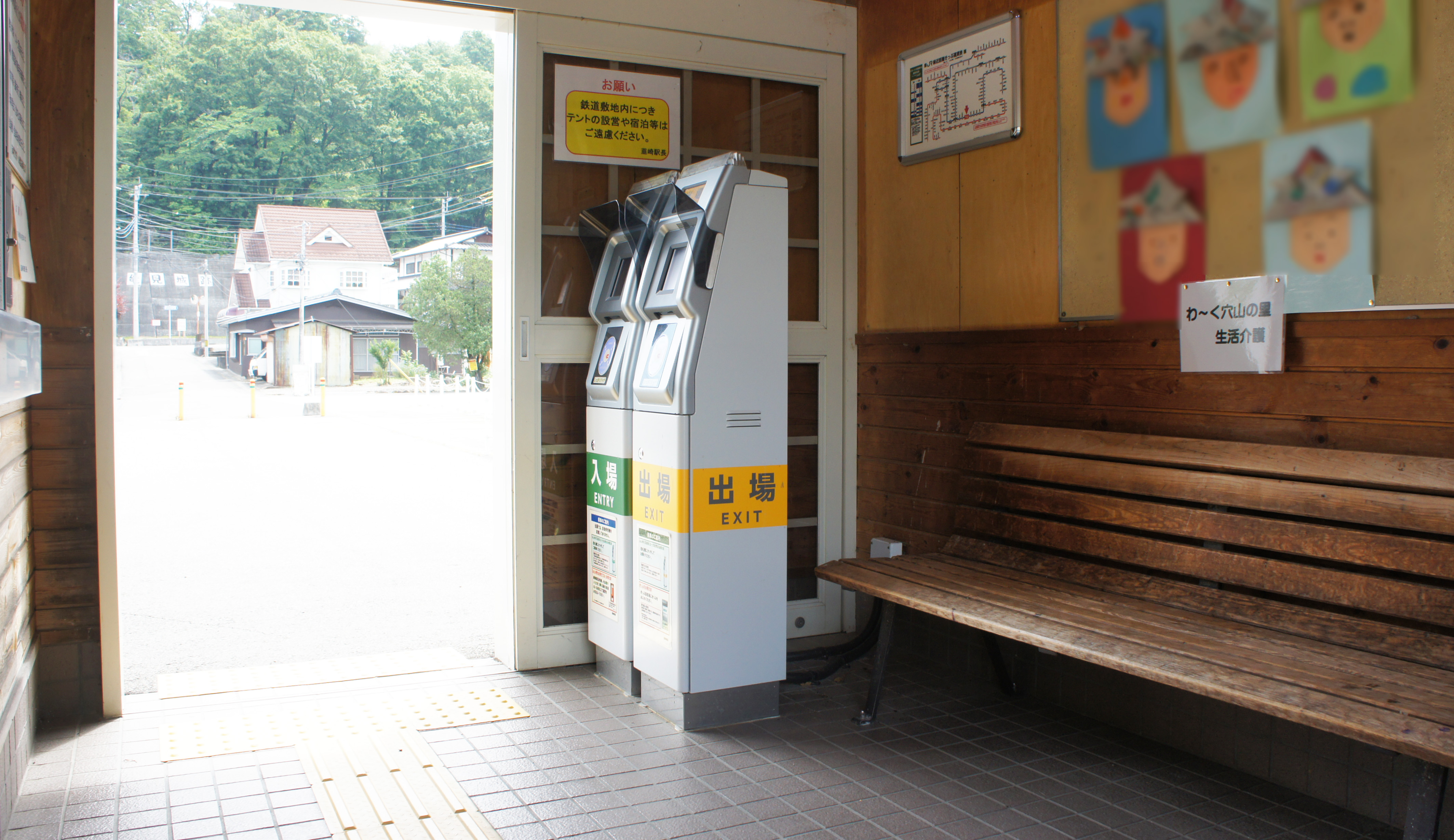
改札口（2021年6月）
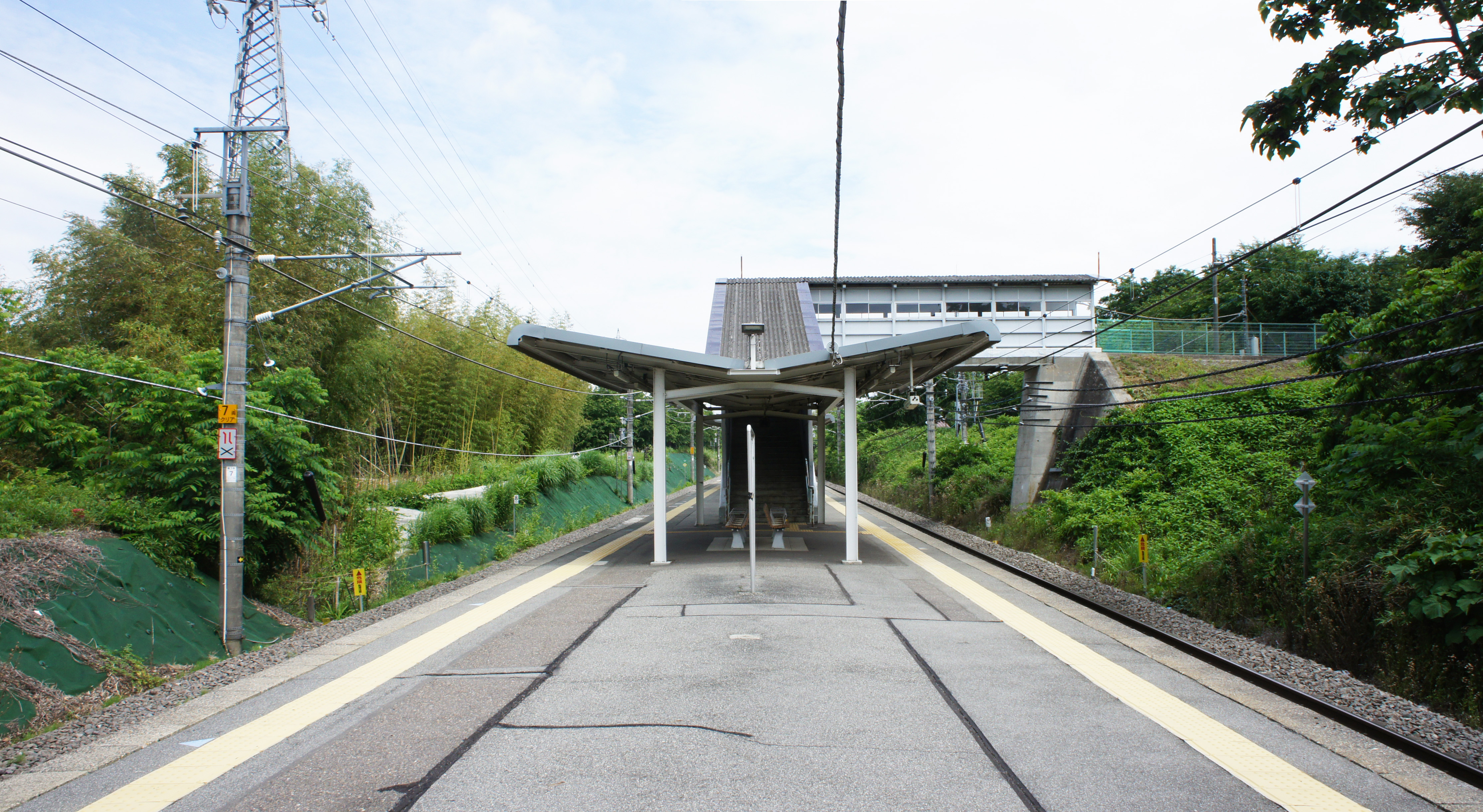
ホーム（2021年6月）

## 利用状況
「山梨県統計年鑑」によると、2000年度（平成12年度）- 2010年度（平成22年度）の1日平均乗車人員の推移は以下のとおりであった。
| 乗車人員推移       | 乗車人員推移     | 乗車人員推移 |
| 年度               | 1日平均 乗車人員 | 出典         |
| ------------------ | ---------------- | ------------ |
| 2000年（平成12年） | 175              | [ 県 1 ]     |
| 2001年（平成13年） | 167              | [ 県 2 ]     |
| 2002年（平成14年） | 162              | [ 県 3 ]     |
| 2003年（平成15年） | 163              | [ 県 4 ]     |
| 2004年（平成16年） | 150              | [ 県 5 ]     |
| 2005年（平成17年） | 165              | [ 県 6 ]     |
| 2006年（平成18年） | 169              | [ 県 7 ]     |
| 2007年（平成19年） | 179              | [ 県 8 ]     |
| 2008年（平成20年） | 170              | [ 県 9 ]     |
| 2009年（平成21年） | 182              | [ 県 10 ]    |
| 2010年（平成22年） | 185              | [ 県 11 ]    |

## 駅周辺
- 国道20号

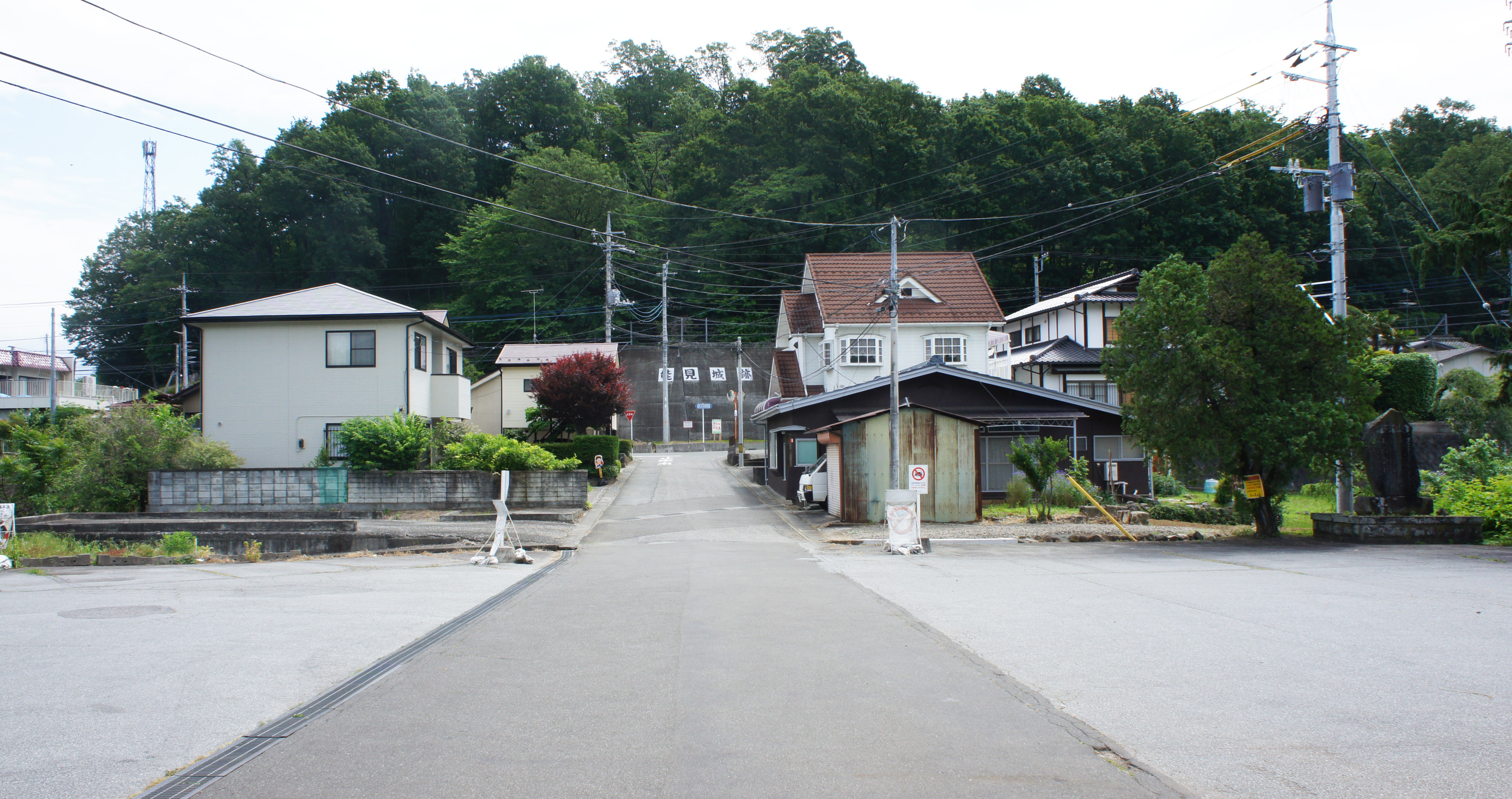
駅前広場

- 山梨県道17号茅野北杜韮崎線（穴山バイパス）
- 七里岩ライン
- 釜無川
- 能見城
- 七里岩
- 穴山郵便局
- 甲斐警察署穴山駐在所
- 穴山温泉

## 隣の駅
東日本旅客鉄道（JR東日本）
 中央本線
新府駅 (CO 47) - 穴山駅 (CO 48) - 日野春駅 (CO 49)

### 記事本文
1. 1 2  『中央本線 初狩～小淵沢駅間へ「駅ナンバリング」を拡大しました』（PDF）（プレスリリース）東日本旅客鉄道八王子支社、2020年3月23日。オリジナルの2020年3月23日時点におけるアーカイブ。2020年3月23日閲覧。
2. 1 2 3  『週刊 JR全駅・全車両基地』 36号 松本駅・穂高駅・姨捨駅ほか70駅、朝日新聞出版〈週刊朝日百科〉、2013年4月21日、19頁。
3. 1 2 3 4 5 6  石野哲 編『停車場変遷大事典 国鉄・JR編 II』（初版）JTB、1998年10月1日、182-183頁。ISBN 978-4-533-02980-6。
4. 1 2 3  「穴山駅：無人の駅、愛され100年 交通難所に1913年開業、さくら公園で記念イベント」『毎日新聞』毎日新聞社、2013年4月11日、地方版／山梨、23面。
5. ↑  歴史でめぐる鉄道全路線 国鉄・JR 5号、25頁
6. ↑  歴史でめぐる鉄道全路線 国鉄・JR 5号、27頁
7. ↑  『Suicaの一部サービスをご利用いただける駅が増えます』（PDF）（プレスリリース）東日本旅客鉄道、2013年11月29日。オリジナルの2019年2月14日時点におけるアーカイブ。2020年3月24日閲覧。
8. 1 2  『中央本線穴山駅に「名誉駅長」を配置します!』（PDF）（プレスリリース）東日本旅客鉄道株式会社八王子支社、2015年3月16日。オリジナルの2019年10月10日時点におけるアーカイブ。2019年10月10日閲覧。
9. ↑  『Suicaをご利用いただける駅が増えます』（PDF）（プレスリリース）東日本旅客鉄道、2016年12月2日。オリジナルの2019年3月27日時点におけるアーカイブ。2020年3月24日閲覧。
10. 1 2  “JR東日本：駅構内図・バリアフリー情報（穴山駅）”.   東日本旅客鉄道. 2025年6月7日閲覧。

### 利用状況
1. ↑  「運輸・通信」『平成14年刊行山梨県統計年鑑』（xls）（レポート）山梨県、2002年。2025年5月29日閲覧。
2. ↑  「運輸・通信」『平成15年刊行山梨県統計年鑑（運輸・通信）』（xls）（レポート）山梨県、2003年。2025年5月29日閲覧。
3. ↑  「運輸・通信」『平成16年刊行山梨県統計年鑑（運輸・通信）』（xls）（レポート）山梨県、2004年。2025年5月29日閲覧。
4. ↑  「運輸・通信」『平成17年刊行山梨県統計年鑑（運輸・通信）』（xls）（レポート）山梨県、2005年。2025年5月29日閲覧。
5. ↑  「運輸・通信」『平成18年刊行山梨県統計年鑑（運輸・通信）』（xls）（レポート）山梨県、2006年。2025年5月29日閲覧。
6. ↑  「運輸・通信」『平成19年刊行山梨県統計年鑑（運輸・通信）』（xls）（レポート）山梨県、2007年。2025年5月29日閲覧。
7. ↑  「運輸・通信」『平成20年刊行山梨県統計年鑑（運輸・通信）』（xls）（レポート）山梨県、2008年。2025年5月29日閲覧。
8. ↑  「運輸・通信」『平成21年刊行山梨県統計年鑑（運輸・通信）』（xls）（レポート）山梨県、2009年。2025年5月29日閲覧。
9. ↑  「運輸・通信」『平成22年刊行山梨県統計年鑑（運輸・通信）』（xls）（レポート）山梨県、2010年。2025年5月29日閲覧。
10. ↑  「運輸・通信」『平成23年刊行山梨県統計年鑑（運輸・通信）』（xls）（レポート）山梨県、2011年。2025年5月29日閲覧。
11. ↑  『平成24年刊行山梨県統計年鑑』（PDF）（レポート）山梨県、2012年11月、150-153頁。2025年5月29日閲覧。